# Санджаради
Санджаради (азерб. Səncərədi) — село в Астаринском районе Азербайджана. Входит в Артупинский муниципалитет.
Относится к Санджарадинскому сельсовету.
От районного центра расположено на расстоянии 9 км. 
Санджаради относится к историко-географической области Талыш. В селе проживают талыши.

## Население
Население составляет 1 900 человек.
В селе родился разведчик, сержант Хатамов Рахмет Мамед оглы, награжденный орденом Славы I степени в 1977 году.